# Joseph Shallit
Pour les articles homonymes, voir Shallit.
Joseph Shallit, né le 7 février 1915 à Philadelphie en Pennsylvanie et mort le 13 juin 1995 dans la même ville, est un écrivain américain, auteur de roman policier et de nouvelles de science-fiction.

## Biographie
Fils d'immigrants juifs russes originaire de Vitebsk (aujourd'hui en Biélorussie), il naît à Philadelphie sous le nom de Joseph Shaltz. Ce nom était le résultat d'une erreur d'écriture affectant ses parents lorsqu'ils ont émigré de Russie, et il l'a changé en "Shallit" en novembre 1942.
Journaliste et secrétaire de rédaction pour le The Philadelphia Record (en), il a indirectement contribué à faire modifier le règlement interdisant la prise de photos à l'intérieur de l'Independence Hall lorsqu'il a été arrêté après avoir photographié la Liberty Bell en 1942, cette pratique étant alors interdite aux particuliers sans autorisation préalable. Après la médiatisation de son arrestation, cette loi fut abrogée.
Engagé au sein de l'United States Army Signal Corps durant la Seconde Guerre mondiale, il travaille à son retour comme rédacteur en chef du magazine interne destiné aux employés de la Pennsylvania Railroad (qui deviendra la Conrail) et commence une carrière de romancier, publiant son premier roman policier, Miss Gilham apprend le judo (The Case of Billion-Dollar Body), en 1947. Il poursuit dans cette veine avec les romans noirs Yell Bloody Murder, Lady, Don't Die on My Doorstep, Kiss the Killer, et, sous le pseudonyme de Matt Brady, Take Your Last Look.
Il a également écrit un certain nombre de nouvelles pour des magazines de science-fiction, comme Pour plaire à sa Terrienne (Education of a Martian) pour Galaxy Science Fiction aux États-Unis et Galaxie en France, Wire-Haired Radical pour Beyond Fantasy Fiction (en), ou Margie Passes pour Story (en).
Il prend sa retraite en 1980 et décède de la maladie d'Alzheimer en 1995. Marié à la romancière Louise Lee Outlaw Shallit, il a notamment pour fils l'informaticien et mathématicien Jeffrey Shallit.

## Œuvre

### Romans

#### Série Dan Morrison
- The Case of the Billion Dollar Body (1947) Publié en français sous le titre Miss Gilham apprend le judo, traduction de Alain Glatigny, Paris, Nicholson et Watson, coll. « La Tour de Londres » no 29, 1949
- Yell Bloody Murder (ou Yell Ruddy Murder, 1951)
- Lady, Don't Die On My Doorstep (1951)
- Kiss the Killer (1952)
- Lady, Don't Die in My Doorstep (1952)

### Nouvelles
- Education of a Martian (1952) Publié en français sous le titre Pour plaire à sa Terrienne, in Galaxie no 20, 1955
- Wonder Child (1953)
- Mating Time (1953)
- Wire-Haired Radical (1953)
- Margie Passes (1953)
- Escape (1954)
- Wrong Analogy (1956)